# (239200) Luoyang
(239200) Luoyang est un astéroïde de la ceinture principale.

## Description
(239200) Luoyang est un astéroïde de la ceinture principale. Il fut découvert le 23 juin 2006 à l'Observatoire de Lulin par Ting Chang Yang et Ye Quan-Zhi. Il présente une orbite caractérisée par un demi-grand axe de 2,74 UA, une excentricité de 0,15 et une inclinaison de 2,4° par rapport à l'écliptique.

## Compléments